# Cá kiếm
Cá kiếm, cá mũi kiếm, đôi khi còn gọi là cá đao (danh pháp khoa học: Xiphias gladius) là một loài cá ăn thịt loại lớn, có tập tính di cư với mỏ dài và phẳng, ngược lại với mỏ tròn và trơn nhẵn của các loài cá maclin. Nó là một loại cá thể thao phổ biến, cho dù hơi khó bắt. Cá kiếm có thân hình tròn và thuôn dài, khi trưởng thành mất hết toàn bộ răng và vảy. Kích thước tối đa là 4,3 m (14 ft) và 536 kg (1.182 pao). Đây là kỷ lục câu cá bằng mọi dụng cụ của Hiệp hội câu cá quốc tế (IGFA) đối với con cá kiếm bắt được ngoài khơi Chile năm 1953.
Cá kiếm là loài duy nhất còn tồn tại của chi Xiphias cũng như của họ Xiphiidae. Họ Xiphiidae theo truyền thống xếp trong bộ Cá vược (Perciformes) nhưng gần đây được cho là xếp trong bộ Cá cờ (Istiophoriformes) của nhóm Carangimorphariae (= Carangimorpha/Carangaria).
Chi đã tuyệt chủng là Protosphyraena, sinh sống ở thời kỳ đầu của kỷ Phấn trắng.
Tên gọi khoa học của cá kiếm (gladius- nghĩa là đấu sĩ) là do nó có mỏ nhọn, trông tựa như một thanh kiếm mà nó sử dụng như một loại vũ khí để xiên con mồi cũng như để bảo vệ nó khỏi một số ít các kẻ thù tự nhiên. Cá mập mako vây ngắn là một trong số rất ít các sinh vật của đại dương là đủ to lớn và nhanh nhẹn để có thể săn đuổi và giết chết cá kiếm trưởng thành.
Trong khi cá kiếm là động vật máu lạnh thì chúng lại có các cơ quan đặc biệt bên cạnh mắt của chúng để làm ấm mắt và não. Người ta đã đo được các nhiệt độ cao hơn khoảng 10-15 C° so với nhiệt độ của nước bao quanh. Việc sưởi ấm mắt làm tăng đáng kể thị lực và như thế làm tăng khả năng bắt mồi của chúng. Trong tổng số khoảng trên 29.000 loài cá xương, chỉ có khoảng 22 loài có khả năng làm ấm các bộ phận có chọn lọc của cơ thể như vậy. Chúng bao gồm cá kiếm, cá maclin, cá ngừ v.v cùng một vài loài cá mập.
Thức ăn cho cá kiếm trưởng thành bao gồm các loại cá sống ngoài biển khơi, như các loại cá ngừ, cá nục heo, cá nhồng, cá chuồn, cá thu, cũng như các loài sinh vật sống ở đáy như cá meluc và cá quân. Mực cũng là thức ăn quan trọng khi có thể. Cá kiếm có lẽ có rất ít kẻ thù tự nhiên khi trưởng thành nhưng cá kiếm non lại dễ thương tổn do bị các loài cá sống ngoài biển khơi khác săn bắt.

## Phân bổ
Cá kiếm phân bổ trong mọi hệ sinh thái của đại dương thế giới, trong các vùng biển nhiệt đới, cận nhiệt đới và ôn đới, giữa các vĩ độ khoảng 45° vĩ bắc và 45° vĩ nam. Chúng có xu hướng tập trung tại các khu vực mà các dòng hải lưu chính gặp nhau, và dọc theo các frông nhiệt độ. Chúng sinh sống trong các vùng nước bề mặt hỗn hợp với nhiệt độ trên 15 °C nhưng cũng có thể di chuyển và săn mồi tại các vùng nước lạnh tới 5 °C trong một khoảng thời gian ngắn, với sự trợ giúp của các cơ quan trao đổi nhiệt thích nghi đặc biệt, có khả năng làm tăng nhiệt độ của não và mắt của chúng lên tới hơn 10–15 °C.
Các khu vực với sự đông đúc lớn là phía bắc Hawaii, dọc theo khu vực chuyển tiếp ở bắc Thái Bình Dương, dọc theo bờ biển phía tây Hoa Kỳ và México cũng như ở miền tây Thái Bình Dương, phía đông Nhật Bản. Các kiểu di cư vẫn chưa được mô tả rõ mặc dù các dữ liệu thu được từ các cá thể có gắn thẻ chỉ ra rằng có chuyển động về phía đông từ khu vực trung tâm Thái Bình Dương và phía bắc Hawaii về phía bờ biển phía tây Hoa Kỳ. Các theo dõi dấu vết bằng âm thanh chỉ ra một số chuyển động ở các độ sâu lớn hơn trong thời gian ban ngày và chuyển động ở các lớp nước hỗn hợp bề mặt vào thời gian ban đêm. Dường như trong các thời gian này chúng đi theo các lớp phân tán sâu hay các con mồi nhỏ, do đó chúng thực hiện các chuyển động theo chiều dọc này.

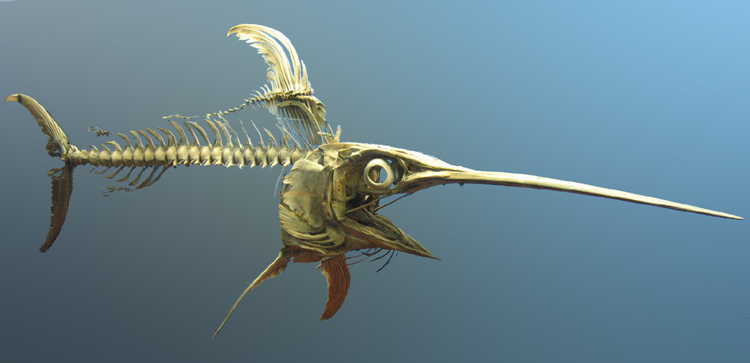
Bộ xương cá kiếm tại Viện bảo tàng lịch sử tự nhiên quốc gia Hoa Kỳ, Washington, DC.

## Sinh sản
Cá kiếm cái thường lớn hơn cá kiếm đực, do ít khi bắt được cá đực nặng trên 135 kg (300 pao). Cá cái đạt độ trưởng thành sinh dục vào khoảng 4-5 năm tuổi ở tây bắc Thái Bình Dương trong khi cá đực trưởng thành ở độ tuổi 3-4 năm. Cá kiếm được quan sát thấy có đẻ trứng tại Đại Tây Dương, trong các vùng nước không sâu quá 75 m (250 ft). Các ước tính sai lệch nhau đáng kể, nhưng cá kiếm cái có thể mang từ 1 triệu tới 29 triệu trứng trong cơ quan sinh dục của chúng. Các con đực và cái đơn lẻ kết hợp thành cặp trong mùa đẻ trứng. Tại bắc Thái Bình Dương, việc sinh đẻ diễn ra tập thể trong các vùng nước có nhiệt độ trên 24 °C từ tháng 3 tới tháng 7 hàng năm và diễn ra quanh năm ở khu vực ven xích đạo. Việc sinh sản diễn ra quanh năm tại các khu vực như biển Caribe, vịnh Mexico, bờ biển Florida và các vùng nước ấm khác ven xích đạo, trong khi chỉ diễn ra vào mùa xuân và mùa hè trong các khu vực lạnh hơn. Khu vực được ghi nhận diễn ra hoạt động sinh đẻ lớn nhất là Địa Trung Hải, ngoài khơi Italy. Đỉnh cao của sinh sản tại khu vực này diễn ra vào tháng 7 và tháng 8, khi người ta thấy các con đực săn đuổi các con cái. Trứng của chúng thuộc loại nổi trên bề mặt, đường kính khoảng 1,6-1,8 mm. Quá trình phát triển trong phôi diễn ra trong phạm vi 2 ½ ngày sau khi được thụ tinh. Là thành viên duy nhất trong họ này, cá kiếm có kiểu hình dáng của cá bột độc đáo duy nhất. Các con cá bột dài khoảng 4 mm khi mới nở và sống gần bề mặt. Ở giai đoạn này, thân thể của chúng được tô màu nhạt. Mõm tương đối ngắn và thân hình có các vảy có gai phân biệt. Khi lớn dần lên thì thân hình của chúng thu hẹp lại. Khi đạt kích thước dài khoảng 12 mm thì mỏ bắt đầu dài ra và thấy được, nhưng cả hai phần trên dưới vẫn bằng nhau. Vây lưng chạy dọc theo chiều dài của thân. Khi lớn hơn nữa, phần mỏ trên phát triển nhanh hơn phần mỏ dưới, cuối cùng tạo ra mỏ trên kéo dài đặc trưng. Các mẫu thu được có độ dài thân khoảng 23 cm (9 inch) có vây lưng kéo dài trên toàn bộ thân. Khi lớn hơn nữa, vây lưng phát triển một thùy lớn, tiếp theo là một đoạn ngắn vẫn đạt tới cuống đuôi. Khi đạt kích thước dài khoảng 52 cm (20 inch) thì vây lưng thứ hai xuất hiện và khi đạt tới kích thước 150 cm (60 inch) thì vây lưng thứ nhất chỉ còn phần thùy lớn là còn tồn tại.

## Ẩm thực
Cá kiếm là một loài cá phổ biến trong ẩm thực. Do là một loài cá lớn, nên thịt của nó được bán dưới dạng các miếng thịt, thường dùng để nướng. Màu thịt của chúng thay đổi theo khẩu phần ăn của chúng, với các loại cá đánh bắt được ở bờ biển phía đông Bắc Mỹ thường có màu hồng hơn.
Tuy nhiên, nhiều nguồn, bao gồm cả của FDA Hoa Kỳ, đã cảnh báo về khả năng nhiễm độc do nồng độ cao của metyl thủy ngân trong thịt cá kiếm . FDA khuyến cáo phụ nữ mang thai hay những người chuẩn bị mang thai không nên ăn quá một đĩa khoảng 200 g (7 aoxơ) trong tháng; những người khác không nên ăn quá một đĩa như vậy trong tuần.

## Tình trạng bảo tồn
Do việc đánh bắt cá phục vụ cho thương mại, nên trọng lượng trung bình của một con cá kiếm đã giảm từ 118 kg (260 pao) trong năm 1960 xuống còn 41 kg (90 pao) trong năm 1996. Hiện nay (năm 2006) người ta ước tính số lượng cá kiếm ở Bắc Đại Tây Dương đã giảm tới dưới 50% so với số lượng của khoảng 20 năm về trước và những người đánh bắt cá kiếm tại Hoa Kỳ đánh bắt tới khoảng 33% sản lượng cá kiếm trên toàn thế giới. Sự suy giảm đáng báo động này chủ yếu là do sự phổ biến của loài cá này trong những người ưa thích hải sản. Một phần chủ yếu của vấn đề là do sự đánh bắt thái quá, sự thiếu vắng nói chung của các quy định liên quan tới việc đánh bắt cá trong những thời kỳ then chốt, không có quy định về kích thước tối thiểu của cá được phép đánh bắt và thiếu các quy định về bảo vệ cá sinh sản cũng như các khu vực nuôi dưỡng cá bột. Loài cá này được đưa vào nhiều danh sách các loài cá đang nguy cấp, bao gồm của cả Hiệp hội Audubon.